# Goran Jerković (rukometaš)
Goran Jerković (15. rujna 1976.) je hrvatski rukometaš. 
Za seniorsku reprezentaciju igrao je na Mediteranskim igrama 1997. godine.
Visina:202cm